# 苫虫駅
座標: 北緯47度51分17秒 東経142度5分52秒 / 北緯47.85472度 東経142.09778度
苫虫駅（とまむしえき）は、樺太泊居郡名寄村に存在した鉄道省樺太西線の駅。

## 歴史
- 1937年（昭和12年）12月1日 - 樺太庁鉄道西海岸線泊居駅 - 久春内駅間開通により開業。
- 1943年（昭和18年）4月1日 - 南樺太の内地化により、鉄道省に移管。
- 1945年（昭和20年）8月 - ソ連軍が南樺太へ侵攻、占領し、駅も含め全線がソ連軍に接収される。
- 1946年（昭和21年）2月1日 - 日本の国有鉄道の駅としては廃止。
- 1946年4月1日 - ソ連国鉄に編入。ロシア語駅名は「スタロマヤチナヤ」。

## 駅名の由来
当駅の所在する地名からであり、地名はアイヌ語の「トマム・シンプイ」（湿地の泉／湧き出て小さい沼となっている所）による。

## 運行状況
（1944年当時）  
- 上りは本斗駅行きが2本、真岡駅行きが1本運行されていた。
- 下りは久春内駅行きが3本が運行されていた。

## 隣の駅
鉄道省樺太鉄道局
樺太西線
泊居駅 - 苫虫駅 - 樺太名寄駅